# Octomeria pygmaea
Octomeria pygmaea är en orkidéart som beskrevs av Charles Schweinfurth. Octomeria pygmaea ingår i släktet Octomeria och familjen orkidéer. Inga underarter finns listade i Catalogue of Life.